# Everybody Dance (film)
Everybody Dance è un film del 1936 diretto da Charles Reisner.

## Trama
In seguito alla morte di sua sorella, una cantante da nightclub di successo, abbandona la sua carriera artistica per crescere i suoi figli in una fattoria. Tuttavia, il suo manager tenta in tutti i modi di fermarla.